# Eupithecia lineisdistincta
Eupithecia lineisdistincta là một loài bướm đêm trong họ Geometridae.